# Todirostre à lunettes
Hemitriccus orbitatus
Espèce
Statut de conservation UICN

 NT  : Quasi menacé
Le Todirostre à lunettes (Hemitriccus orbitatus) est une espèce de passereau de la famille des Tyrannidae,.

## Distribution
Cet oiseau vit dans les plaines du sud-est du Brésil (du sud de l'État de Minas Gerais au nord-est de celui du Rio Grande do Sul).